# 天使のくれた時間
『天使のくれた時間』（てんしのくれたじかん、原題：The Family Man）は、2000年製作のアメリカ映画。ブレット・ラトナー監督が、『素晴らしき哉、人生!』をモチーフに「もしあの時、違う道を選んでいたら?」をテーマに描いたファンタジー映画。2000年度のサターンファンタジー映画賞にノミネートされ、ケイト・レイノルズ役のティア・レオーニがサターン主演女優賞を受賞している。

## あらすじ
1987年、ジャックはロンドンにある銀行での研修へ向かうため空港に来ていた。直前になって恋人のケイトから「2人の幸せのために考え直して欲しい」と引き留められるが、「仕事の成功こそ2人の幸せだ」と旅立っていく。
13年後、ニューヨークのウォール街で成功し大手投資会社の社長になったジャックは、優雅な独身生活を満喫していた。自宅は豪華な高層マンションで、女性とも浮名を流している。
クリスマス・イヴの夜にも幹部を招集し、2日後に控えた重要な企業合併についての会議をしていると、その間にケイトから連絡が入っていたという。気を利かせて連絡を取ろうとする秘書を制止して1人で帰路に着いたジャックは、ふと立ち寄ったコンヴィニエンスストアで黒人の青年キャッシュと出会う。彼は店員の理不尽な対応に激怒し銃を突きつけていたが、ジャックの命賭けの交渉により事なきを得る。店の外でジャックはキャッシュの将来を心配し優しい言葉を掛けるが、会話の中で「僕はなんでも持ってる」と答えると、彼は「これから何が起きてもあんたの責任だ」という言葉を残して去っていく。
翌朝、高層マンションのベッドで眠ったはずのジャックが目を覚ましたのは、見知らぬ庶民的な家のベッドだった。隣には別れたはずのケイトが寝ており、覚えのない2人の子供までいる。慌てて高層マンションに向かうも警備員や友人は自分を知らず、勤める投資会社のオフィスには部下だった男の名前が社長として刻まれていた。状況を理解できないジャックの前にキャッシュが現れるが、「煌きを見せている。答えは自分で探せ」とだけ告げると姿を消してしまう。ジャックは仕方なくケイトのいた家に戻り、クリスマスの朝を台無しにしたことを責められた後、2人で友人達とのパーティーに参加して1日を終える。
再び朝を迎えても世界が元に戻る様子はない。娘のアニーは様子のおかしいジャックを父に変装した宇宙人だと思い込んでいたが、この世界に不慣れなジャックを助けてくれることになった。2人の子供を保育園に送り届け、アニーに教えられた勤め先であるタイヤの小売り店に向かってみると、この世界はジャックが海外研修を中止し、ケイトと結婚した“もしもの世界”であることが分かる。
ケイトにとっては庶民的でも十分に幸せな生活だが、ジャックは元の世界の栄光が忘れられず、ケイトや友人達との付き合い方に失敗してしまう。それでもなんとか馴染もうと努力した結果、ジャックも家族との生活が一番の幸せだと思うようになっていった。
すっかり新たな暮らしに馴染んだある日、元の世界で務めていた投資会社の会長がタイヤのパンクした高級車に乗って勤め先にやって来た。ジャックは経済に関する見識を披露して会長に自分を売り込み、投資会社へ転職するための段取りを整える。それは裕福な生活を送れば家族をもっと幸せにできると考えての行動だったが、ケイトが望む幸せとは程遠い物だった。ケイトの想いを知ったジャックは今の生活を続けることを決め、アニーには「おかえり、パパ」と本物の父として迎えられる。しかしその晩、ジャックの前にキャッシュが再び現れ、「煌きは一瞬のこと、永遠には続かない」と告げてきた。
家族と暮らし続けたいという願いも空しく、ジャックは“もしもの世界”から元の世界に戻ってしまい、クリスマスの朝に目覚める。明日に控えた企業合併に関するトラブルへの対策を指示したジャックがケイトを訪ねると、彼女は未婚のまま弁護士として活躍しており、パリの事務所に移るために引っ越す寸前だった。何も知らないケイトからそっけない対応をされたジャックは、引き取った2人の思い出の品を自宅で眺めた後、決意を胸に空港へと向かう。
13年前とは逆にケイトを引き留めるジャックだが、彼女は取り合わず搭乗口に並んでしまった。それでも諦めないジャックが、“もしもの世界”でのケイトや子供達との暮らしを夢のように語り必死に説得すると、ケイトは飛行機への搭乗を見送ることを決める。夜空に雪が降りしきる中、空港のカフェには楽し気に会話をするジャックとケイトの姿があった。

## キャスト
※括弧内は日本語吹替
- ジャック・キャンベル - ニコラス・ケイジ（大塚明夫）
- ケイト・レイノルズ - ティア・レオーニ（田中敦子）
- キャッシュ・マネー - ドン・チードル（高木渉）
- アーニー - ジェレミー・ピヴェン（坂東尚樹）
- アラン・ミンツ - ソウル・ルビネック（神谷和夫）
- ピーター・ラシッター - ジョセフ・ソマー（北村弘一）
- アニー・キャンベル - マッケンジー・ヴェガ（川田妙子）
- ジョシュ・キャンベル - ジェイク・ミルコヴィッチ＆ライアン・ミルコヴィッチ
- エブリン・トンプソン - リサ・ソーンヒル
- エド・レイノルズ - ハーヴ・プレスネル（英語版）（福田信昭）
- アデル - メアリー・ベス・ハート
- ポーラ - アンバー・ヴァレッタ（杉本ゆう）
- ロレイン・レイノルズ - フランシーヌ・ヨーク（英語版）（久保田民絵）
- サム・ウォン - ケン・レオン（上田祐司）
- ジャニーン - ケイト・ウォルシュ
- ニック - ジャンニ・ルッソ（福田信昭）
- ビル - トム・マッゴーワン（英語版）
- トミー - ジョエル・マッキノン・ミラー（英語版）（小形満）
- 家の中にいる男 - ロバート・ダウニー・シニア（小形満）
- シドニー・ポッター - ポール・ソルヴィノ（登場シーンカット）

## 評価
レビュー・アグリゲーターのRotten Tomatoesでは130件のレビューで支持率は53%、平均点は5.50/10となった。Metacriticでは38件のレビューを基に加重平均値が42/100となった。